# 伊勢甚ジャスコ
- イオングループ > イオングループの商業ブランド > ジャスコ > 伊勢甚ジャスコ
- 伊勢甚 > 伊勢甚ジャスコ

伊勢甚ジャスコ株式会社（いせじんジャスコ）は、茨城県および栃木県で同名のスーパーマーケットを運営していたジャスコグループ（後のイオングループ）の地域事業会社。

## 概要
伊勢甚グループ時代の1963年にスーパーマーケットのジンマート下市店（水戸市）を開店したことが始まりである。後にスーパーマーケット事業は会社分割により子会社化された。
1977年に株式会社伊勢甚本社がグループの百貨店事業（株式会社伊勢甚百貨店、株式会社日立伊勢甚）およびスーパーマーケット事業（株式会社ジンマート）をジャスコ株式会社に合併される形で事業譲渡。そのうえで、スーパーマーケット事業を伊勢甚チェーンとして会社分割したことを始まりとする。この時点よりジャスコグループ（後のイオングループ）の傘下で、伊勢甚グループとは資本関係が解消している。
1987年8月21日、商号を伊勢甚ジャスコ株式会社へ改称。屋号についても商号と共に変遷した。
1994年に大型店をジャスコ株式会社（茨城事業部）、小型店を茨城ウエルマート株式会社（1985年12月に設立され、後に事業をジャスコへ譲渡）へ事業譲渡した。

## 沿革
- 1963年9月22日 - 株式会社伊勢甚本社のスーパーマーケットとしてジンマート下市店（水戸市）が開店。後に子会社（株式会社ジンマート）を設立し、伊勢甚グループのスーパーマーケット事業の運営会社とする。
- 1977年8月21日 - 伊勢甚グループの小売事業会社（株式会社伊勢甚百貨店、株式会社日立伊勢甚、株式会社ジンマート）がジャスコ株式会社と合併し、伊勢甚グループからジャスコへ事業譲渡。同地域のスーパーマーケット事業運営会社として伊勢甚チェーン、デパート事業運営会社として株式会社伊勢甚（2代目、後のボンベルタ伊勢甚）が設立され、屋号を「伊勢甚チェーン」とする。
- 1987年8月21日 - 商号を伊勢甚ジャスコ株式会社へ改称。屋号を「ジャスコ（伊勢甚ジャスコ）」とする。
- 1994年8月21日 - 大型店をジャスコ株式会社、小型店を茨城ウエルマート株式会社へ事業譲渡し、伊勢甚ジャスコとしての営業を終了する。

## 店舗
伊勢甚グループ時代のスーパーマーケットは「ジンマート」であったが、ジャスコグループになってからは商号と同じ「伊勢甚チェーン」、後に「伊勢甚ジャスコ」を屋号とした。
なお、ウエルマート茨城に引き継がれた店舗はマックスバリュ堀町店（2016年2月閉店）をもって消滅している。